# Campeonato de Wimbledon 2005

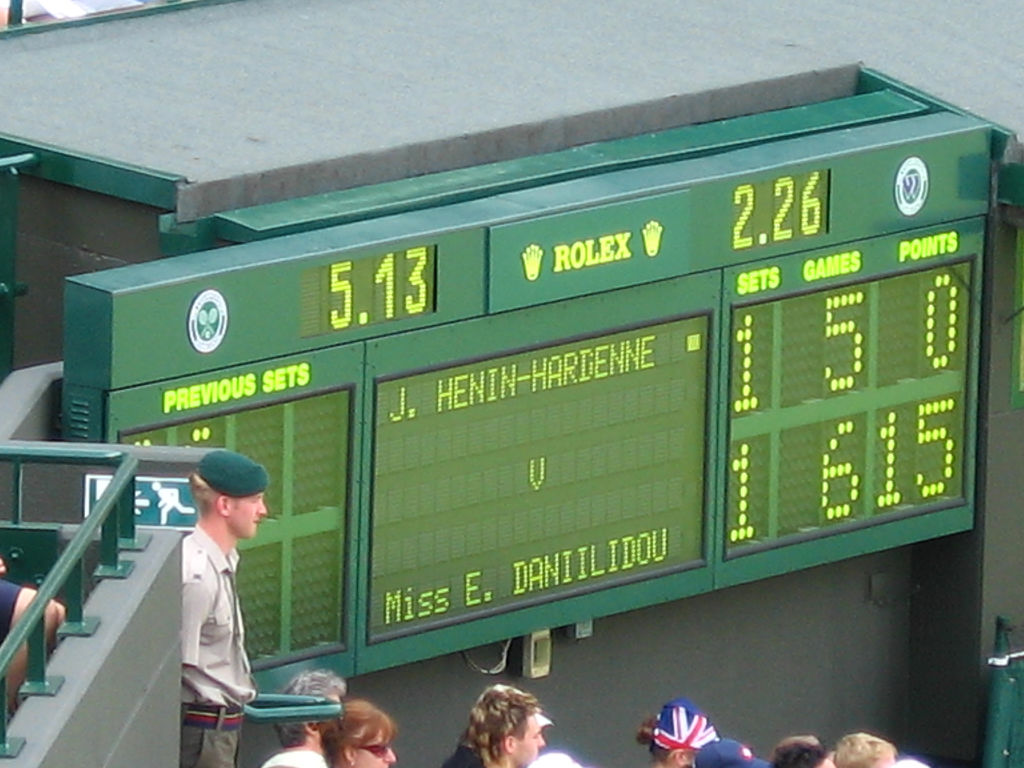
Wimbledon 2005

Lista de los campeones del Campeonato de Wimbledon de 2005:
| Modalidad            | Campeón                                               | Subcampeón                                                | Resultado                 |
| -------------------- | ----------------------------------------------------- | --------------------------------------------------------- | ------------------------- |
| Individual Masculino | Roger Federer ( Suiza)                                | Andy Roddick ( Estados Unidos)                            | 6-2 7-6(2) 6-4            |
| Individual Femenino  | Venus Williams ( Estados Unidos)                      | Lindsay Davenport ( Estados Unidos)                       | 4-6 7-6(4) 9-7            |
| Dobles Masculino     | Stephen Huss ( Australia)/ Wesley Moodie ( Sudáfrica) | Bob Bryan ( Estados Unidos)/ Mike Bryan ( Estados Unidos) | 7-6(4), 6-3, 6-7 (2), 6-3 |
| Dobles Femenino      | Cara Black ( Zimbabue)/ Liezel Huber ( Sudáfrica)     | Amélie Mauresmo ( Francia)/ Svetlana Kuznetsova ( Rusia)  | 6-2, 6-1                  |
| Dobles Mixto         | Mahesh Bhupathi ( India)/ Mary Pierce ( Francia)      | Paul Hanley ( Australia)/ · Tatiana Perebiynis ( Ucrania) | 6-4, 6-2                  |

- Wikimedia Commons alberga una categoría multimedia sobre Campeonato de Wimbledon 2005.

| Predecesor: 2004                         | 'Campeonato de Wimbledon 2005' 2005 | Sucesor: 2006                           |
| Predecesor: Torneo de Roland Garros 2005 | Grand Slam 2005                     | Sucesor: Abierto de Estados Unidos 2005 |

- Datos: Q746693
- Multimedia: 2005 Wimbledon Championships / Q746693